# Sam Rockwell
Sam Rockwell (født 5. november 1968) er en amerikansk skuespiller, der bl.a. har medvirket i film som Den Grønne Mil fra 1999, Confessions of a Dangerous Mind fra 2002 samt Three Billboards Outside Ebbing, Missouri fra 2017. Sidstnævnte indbragte ham blandt andet en Oscar og BAFTA-prisen for bedste mandlige birolle.

## Filmografi
| År   | Titel                                                      | Rolle                        | Noter                              | Ref.   |
| ---- | ---------------------------------------------------------- | ---------------------------- | ---------------------------------- | ------ |
| 1989 | Clownhouse                                                 | Randy                        |                                    |        |
| 1990 | Teenage Mutant Ninja Turtles                               | Head Thug                    |                                    |        |
| 1991 | Strictly Business                                          | Gary                         |                                    |        |
| 1992 | Jack and His Friends                                       | Louie                        |                                    |        |
| 1992 | In the Soup                                                | Pauli                        |                                    |        |
| 1992 | Light Sleeper                                              | Jealous                      |                                    |        |
| 1992 | Happy Hell Night                                           | Young Henry Collins          |                                    |        |
| 1994 | Somebody to Love                                           | Polish Guy                   |                                    |        |
| 1994 | The Search for One-eye Jimmy                               | One-eye Jimmy Hoyt           |                                    |        |
| 1995 | Drunks                                                     | Tony                         |                                    |        |
| 1995 | Glory Daze                                                 | Rob                          |                                    |        |
| 1995 | Mercy                                                      | Matty                        |                                    |        |
| 1996 | Bad Liver and a Broken Heart                               | Broken Heart                 | Kortfilm                           |        |
| 1996 | Basquiat                                                   | Thug                         |                                    |        |
| 1996 | Box of Moonlight                                           | The Kid, a.k.a. Bucky        |                                    |        |
| 1997 | Arresting Gena                                             | Sonny                        |                                    |        |
| 1997 | Lawn Dogs                                                  | Trent Burns                  |                                    |        |
| 1998 | The Call Back                                              | Alan / Christopher Walken    |                                    |        |
| 1998 | Jerry and Tom                                              | Jerry                        |                                    |        |
| 1998 | Louis & Frank                                              | Sam                          |                                    |        |
| 1998 | Safe Men                                                   | Sam                          |                                    |        |
| 1998 | Celebrity                                                  | Darrow Entourage             |                                    |        |
| 1999 | A Midsummer Night’s Dream                                  | Francis Flute                |                                    |        |
| 1999 | The Green Mile                                             | William "Wild Bill" Wharton  |                                    |        |
| 1999 | Galaxy Quest                                               | Guy Fleegman                 |                                    |        |
| 2000 | Charlie's Angels                                           | Eric Knox                    |                                    |        |
| 2001 | D.C. Smalls                                                | Karaoke Singer               | Kortfilm                           |        |
| 2001 | Pretzel                                                    | Sam                          |                                    |        |
| 2001 | BigLove                                                    | Nate                         | Kortfilm                           |        |
| 2001 | Made                                                       | Hotel Clerk                  | Uncredited                         |        |
| 2001 | Heist                                                      | Jimmy Silk                   |                                    |        |
| 2002 | 13 Moons                                                   | Rick                         |                                    |        |
| 2002 | Running Time                                               | The Hunted                   | Kortfilm                           |        |
| 2002 | Welcome to Collinwood                                      | Pero Mahalovic               |                                    |        |
| 2002 | Confessions of a Dangerous Mind                            | Chuck Barris                 |                                    |        |
| 2002 | Stella Shorts 1998–2002                                    | Pizza Guy                    | Direct-to-video; Kortfilm: "Bored" |        |
| 2003 | Matchstick Men                                             | Frank Mercer                 |                                    |        |
| 2004 | Piccadilly Jim                                             | Piccadilly Jim / Jim Crocker |                                    |        |
| 2005 | The Hitchhiker's Guide to the Galaxy                       | Zaphod Beeblebrox            |                                    |        |
| 2005 | The F Word                                                 | Jeremy                       |                                    |        |
| 2005 | Robin's Big Date                                           | The Bat-Man                  | Kortfilm                           |        |
| 2007 | Joshua                                                     | Brad Cairn                   |                                    |        |
| 2007 | Snow Angels                                                | Glenn Marchand               |                                    |        |
| 2007 | The Assassination of Jesse James by the Coward Robert Ford | Charley Ford                 |                                    |        |
| 2008 | Woman in Burka                                             | Sam                          | Kortfilm                           |        |
| 2008 | Choke                                                      | Victor Mancini               |                                    |        |
| 2008 | Frost/Nixon                                                | James Reston Jr.             |                                    |        |
| 2009 | The Winning Season                                         | Bill                         | Også producer                      |        |
| 2009 | Moon                                                       | Sam Bell                     |                                    | [ 3 ]  |
| 2009 | G-Force                                                    | Darwin                       | Stemme                             |        |
| 2009 | Gentlemen Broncos                                          | Bronco / Brutus              |                                    |        |
| 2009 | Everybody's Fine                                           | Robert Goode                 |                                    |        |
| 2010 | Iron Man 2                                                 | Justin Hammer                |                                    | [ 4 ]  |
| 2010 | F—K                                                        | Sam                          | Kortfilm                           |        |
| 2010 | Conviction                                                 | Kenneth Waters               |                                    | [ 5 ]  |
| 2011 | Gettysburg                                                 | Fortæller                    | Dokumentar                         |        |
| 2011 | Cowboys & Aliens                                           | Doc                          |                                    | [ 6 ]  |
| 2011 | The Sitter                                                 | Karl                         |                                    |        |
| 2012 | Seven Psychopaths                                          | Billy Bickle                 |                                    | [ 7 ]  |
| 2013 | The Way, Way Back                                          | Owen                         |                                    |        |
| 2013 | A Single Shot                                              | John Moon                    |                                    |        |
| 2013 | Trust Me                                                   | Aldo Stankas                 |                                    |        |
| 2013 | A Case of You                                              | Gary                         |                                    |        |
| 2013 | Better Living Through Chemistry                            | Douglas Varney               |                                    |        |
| 2014 | Marvel One-Shot: All Hail the King                         | Justin Hammer                | Kortfilm                           |        |
| 2014 | Laggies                                                    | Craig Hunter                 |                                    |        |
| 2014 | Loitering with Intent                                      | Wayne                        |                                    |        |
| 2015 | Digging for Fire                                           | Ray                          |                                    |        |
| 2015 | Don Verdean                                                | Don Verdean                  |                                    |        |
| 2015 | Poltergeist                                                | Eric Bowen                   |                                    | [ 8 ]  |
| 2015 | Mr. Right                                                  | Mr. Right / Francis Munch    |                                    |        |
| 2017 | Axis                                                       | Himself                      | Stemme                             |        |
| 2017 | The Dark of Night                                          | Officer Witt                 | Kortfilm                           |        |
| 2017 | Three Billboards Outside Ebbing, Missouri                  | Officer Jason Dixon          |                                    | [ 9 ]  |
| 2017 | Woman Walks Ahead                                          | Colonel Silas Grove          |                                    |        |
| 2018 | Blaze                                                      | Oilman #1                    |                                    |        |
| 2018 | Mute                                                       | Sam Bell                     | Ukrediteret cameo                  |        |
| 2018 | Blue Iguana                                                | Eddie                        |                                    |        |
| 2018 | Vice                                                       | George W. Bush               |                                    | [ 10 ] |
| 2019 | The Best of Enemies                                        | C. P. Ellis                  |                                    |        |
| 2019 | Jojo Rabbit                                                | Captain Klenzendorf          |                                    | [ 11 ] |
| 2019 | Richard Jewell                                             | Watson Bryant                |                                    | [ 12 ] |
| 2020 | Trolls World Tour                                          | Hickory                      | Stemme                             | [ 13 ] |
| 2020 | The One and Only Ivan                                      | Ivan                         | Stemme                             |        |
| 2022 | The Bad Guys                                               | Mr. Wolf                     | Stemme                             |        |
| TBA  | See How They Run                                           | Inspector Stoppard           | Post-production                    | [ 14 ] |
| TBA  | Argylle                                                    |                              | Filming                            |        |